# Foire à l'ail et au basilic de Tours
La foire à l'ail et au basilic est une manifestation annuelle, qui se tient tous les 26 juillet, jour de la sainte Anne, à Tours.

## Historique
La plupart des publications donnent à cette foire une « origine médiévale », surtout parce qu'elle correspond à une fête patronale, mais elles n'avancent aucune date précise pour sa création et ne mentionnent aucune source mais cette foire de Tours est attestée en 1802. Le Journal d'Indre-et-Loire, dans son édition du 28 juillet 1858, évoque pour sa part un « antique usage », mais cette expression se rapporte peut-être plus à l'utilisation du basilic dans l'Antiquité qu'à la foire elle-même.
La tradition veut que les Tourangeaux fassent ce jour-là leur provision d'ail pour l'année. La présence du basilic à cette manifestation ne devrait, par contre, rien à l'usage alimentaire de la plante, mais à d'autres vertus qui lui sont prêtées (lutte contre les moustiques, conjuration des sorts).
En 1888, pour permettre l'inauguration d'un monument — finalement retiré en 1902 —, place de la Victoire, la foire est déplacée vers l'église Notre-Dame-la-Riche.
Un article paru dans Gil Blas en 1903 indique qu'au moins cette année-là la foire se déroule du 26 au 29 juillet avec des orchestres qui animent les soirées.

## Organisation et déroulement

### Localisation
Au XXIe siècle, elle se tient place de Châteauneuf, place du Grand-Marché, place de la Victoire ainsi que dans les rues adjacentes du quartier du Vieux-Tours et se déroule sur la seule journée du 26 juillet.

### Produits proposés
Proposant à l'origine des produits locaux, ail de Bourgueil, échalotes oignons, basilic, elle s'ouvre peu à peu, intégrant d'autres régions françaises productrices d'ail, mais également d'autres produits agricoles et maraîchers (légumes, vins, charcuteries). Une dernière étape voit un vide-greniers se greffer à cette manifestation rue des Halles, légèrement en dehors de son périmètre habituel.
L'ail est proposé en vrac, mais également en tresses parfois décorées de fleurs séchées.

## Galerie

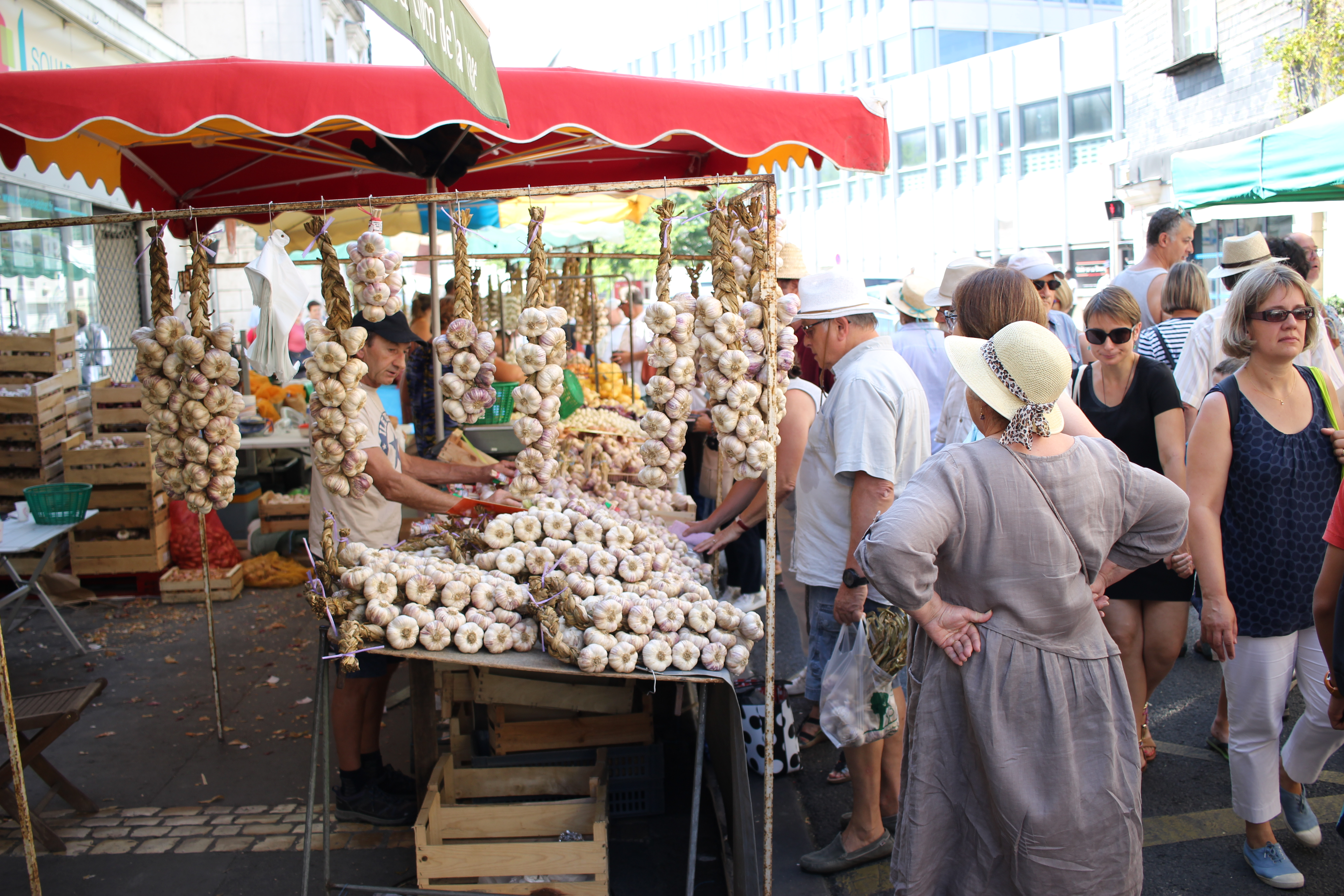
Un étal vendant de l'ail, non loin des Halles de Tours.
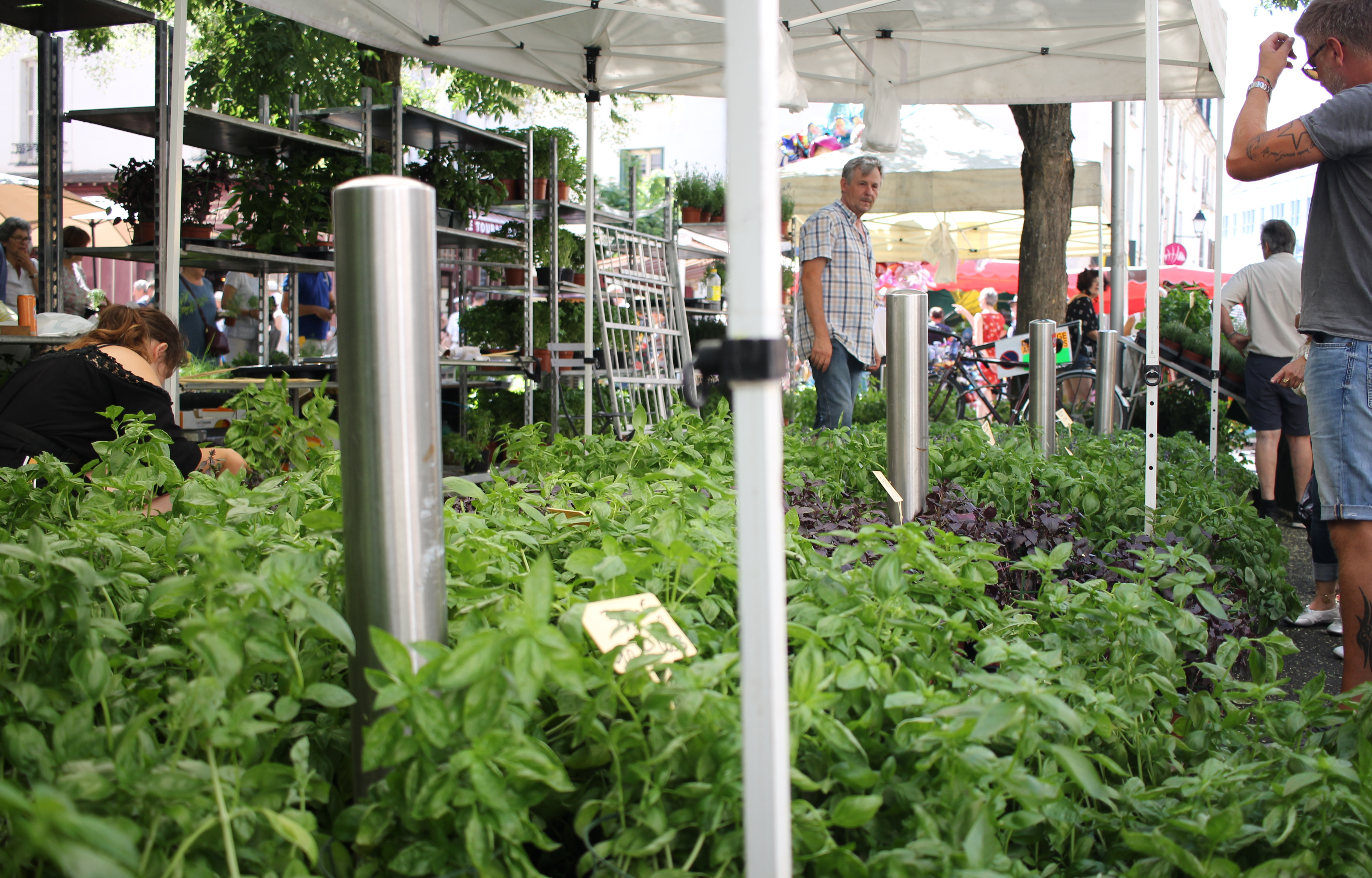
Un étal vendant du basilic, sur la place du Grand Marché.
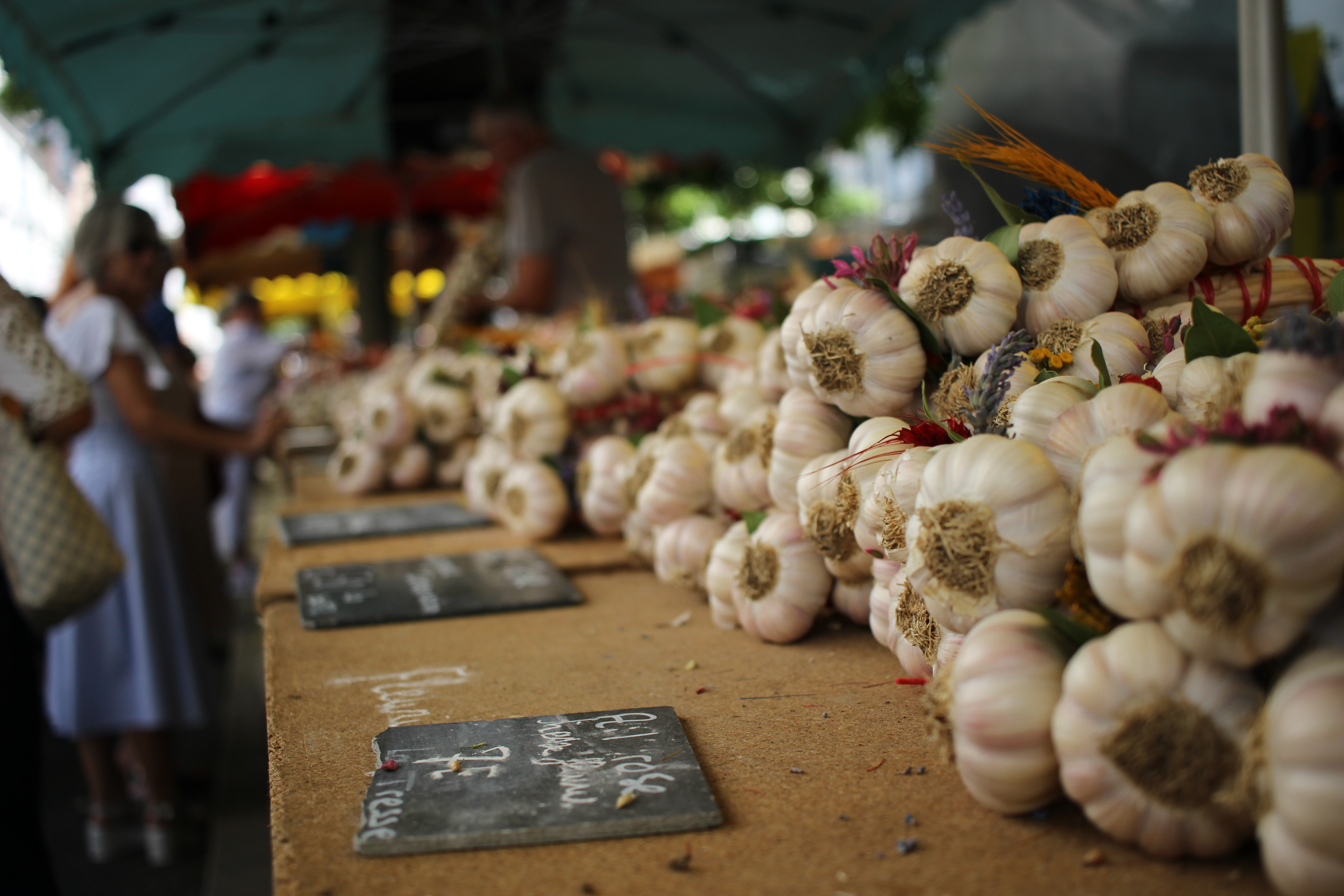
Tresse d'ail sur un stand.
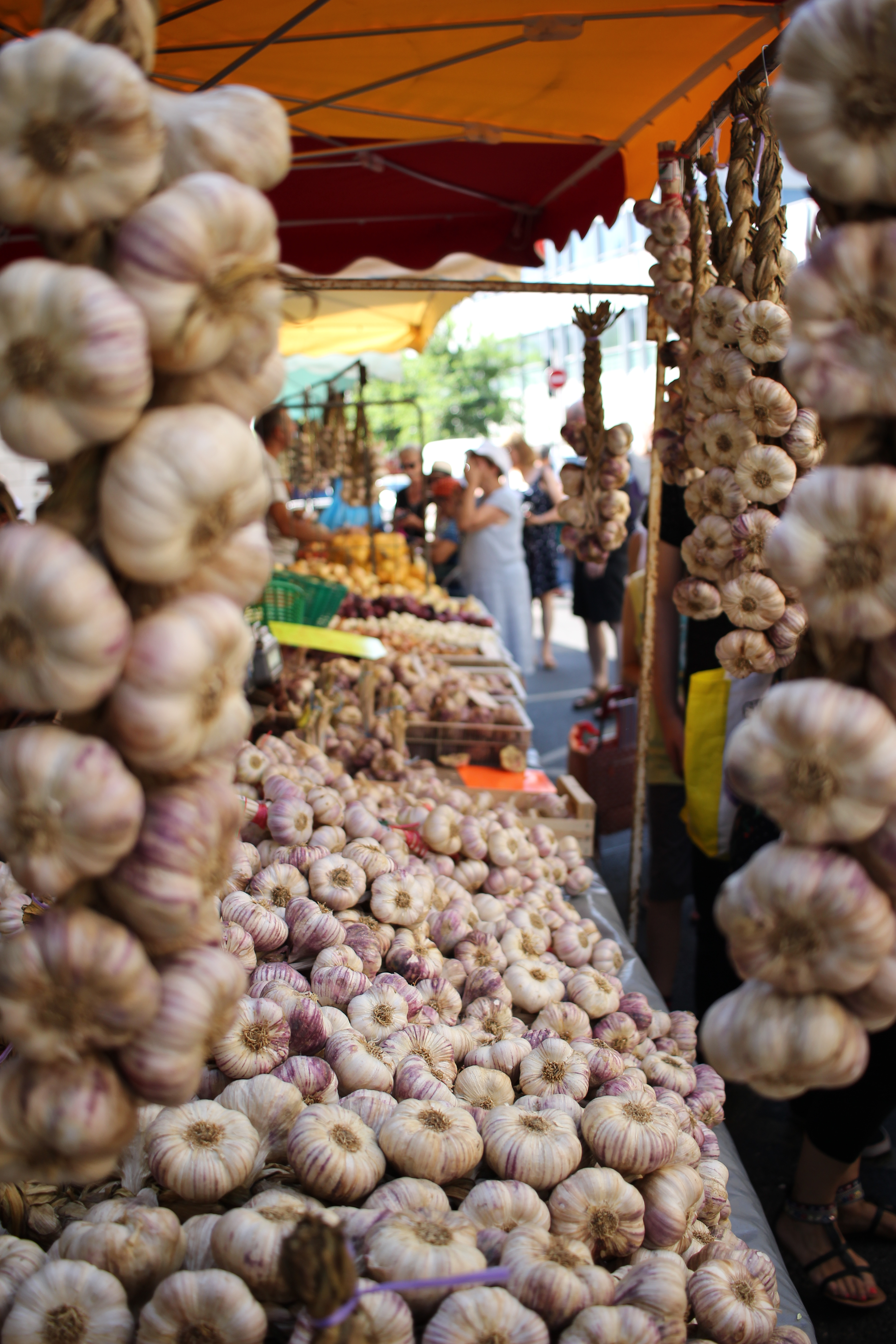
Idem